# John Dummer
John Dummer (* 19. November 1944 in Surbiton, Greater London, England) ist ein britischer Bluesrock-Schlagzeuger.

## Biografie
Während seiner Schulzeit begann Dummer, Schlagzeug zu spielen. 1963 gründete er die R&B-Band „Lester Square and the G.T.'s“, mit der er zwei Jahre in Großbritannien und Deutschland unterwegs war.
1967 entstand die „John Dummer Blues Band“, von der ab 1969 eine Reihe von Alben erschien. Bandmitglieder waren im Laufe der Zeit u. a. Dave Kelly, Bob Hall, Tony McPhee und Jo Ann Kelly. Als das Material für das nächste Album von der Plattenfirma abgelehnt wurde, löste Dummer die Band auf und arbeitete in den folgenden Jahren für verschiedene Plattenlabel, u. a. als Promotion Manager.
Ab Mitte der 1970er trommelte Dummer bei den „Darts“, für die er auch einige Titel schrieb, darunter Can't Get Enough Of Your Love, How Many Nights und Late Last Night.
1980 verließ Dummer die Darts und gründete mit seiner Frau Helen die Band „True Life Confessions“. Während die Gruppe keine Charterfolge erzielte, hatten Dummer und seine Frau unter dem Namen „John Dummer & Helen April“ mit Blues Skies und Own Up If You're Over 25 Achtungserfolge.
Nachdem Dummer drei Jahre Manager der Band „The Screaming Blue Messiahs“ gewesen war, zog das Ehepaar nach Frankreich, wo sie ein Herrenhaus renovierten. Dem folgte eine Windmühle in Portugal, doch dann zog es sie zurück nach Frankreich.
Gelegentlich musiziert Dummer mit französischen Musikern. Ansonsten restauriert und verkauft er alte Möbel und schreibt Romane.

## Diskografie (Auswahl)

### Alben
- Cabal (1969) – John Dummer Blues Band
- John Dummer Band (1969) – John Dummer Band
- John Dummer's Famous Music Band (1970) – John Dummer Blues Band
- Blue (1972) – John Dummer Blues Band
- Oobleedoobleejubilee (1973) – John Dummer Blues Band
- Darts (1977) – Darts
- Night Moves (1979) – Darts
- Nine by Nine (1995) – John Dummer Blues Band

### Singles
- Nine By Nine (1970) – John Dummer’s Famous Music Band
- Own Up If You're Over 25 (1981) – John Dummer & Helen April
- Blue Skies (1982) – John Dummer & Helen April